# Orfelia consimilis
Orfelia consimilis är en tvåvingeart som beskrevs av Freeman 1951. Orfelia consimilis ingår i släktet Orfelia och familjen platthornsmyggor. Inga underarter finns listade i Catalogue of Life.